# Porto Rico aux Jeux olympiques d'été de 2012
Porto Rico participe aux Jeux olympiques d'été de 2012 à Londres (Royaume-Uni) du 27 juillet au 12 août de la même année, pour la 17e fois lors de Jeux d'été.

## Médaillés
| Sport                  | Discipline            | Athlète(s)    | Performance | Date    |
| Médaille d'argent : 1  |                       |               |             |         |
| Lutte                  | Moins de 84 kg hommes | Jaime Espinal | 1-6 / 0-2   | 11 août |
| Médaille de bronze : 1 |                       |               |             |         |
| Athlétisme             | 400 m haies hommes    | Javier Culson | 48 s 10     | 4 août  |

## Athlétisme
Les athlètes de Porto Rico ont jusqu'ici atteint les minima de qualification dans les épreuves d'athlétisme suivantes (pour chaque épreuve, un pays peut engager trois athlètes à condition qu'ils aient réussi chacun les minima A de qualification, un seul athlète par nation est inscrit sur la liste de départ si seuls les minima B sont réussis),.
Hommes
Courses
| Athlète        | Épreuve     | Séries        | Séries | Quarts de finale | Quarts de finale | Demi-finales | Demi-finales | Finale   | Finale                              |
| Athlète        | Épreuve     | Résultat      | Rang   | Résultat         | Rang             | Résultat     | Rang         | Résultat | Rang                                |
| -------------- | ----------- | ------------- | ------ | ---------------- | ---------------- | ------------ | ------------ | -------- | ----------------------------------- |
| Eric Alejandro | 400 m haies | 49 s 39       | 20e    | NC               | NC               | 49 s 15 (PB) | 12e          | -        | -                                   |
| Héctor Cotto   | 110 m haies | 14 s 08       | 42e    | NC               | NC               | -            | -            | -        | -                                   |
| Javier Culson  | 400 m haies | 48 s 33       | 1er    | NC               | NC               | 47 s 93      | 2e           | 48 s 10  | Médaille de bronze, Jeux olympiques |
| Enrique Llanos | 110 m haies | DNF           | -      | NC               | NC               | -            | -            | -        | -                                   |
| Miguel López   | 100 m       | exempt        | exempt | 10 s 31          | 34e              | –            | –            | –        | –                                   |
| Jamele Mason   | 400 m haies | 49 s 89       | 24e    | NC               | NC               | -            | -            | -        | -                                   |
| Samuel Vázquez | 1 500 m     | 3 min 49 s 19 | 40e    | NC               | NC               | –            | –            | –        | –                                   |
| Wesley Vazquez | 800 m       | 1 min 46 s 45 | 19e    | NC               | NC               | –            | –            | –        | –                                   |

Femmes
Courses
| Athlète         | Épreuve         | Séries        | Séries | Quarts de finale | Quarts de finale | Demi-finales | Demi-finales | Finale   | Finale |
| Athlète         | Épreuve         | Résultat      | Rang   | Résultat         | Rang             | Résultat     | Rang         | Résultat | Rang   |
| --------------- | --------------- | ------------- | ------ | ---------------- | ---------------- | ------------ | ------------ | -------- | ------ |
| Beverly Ramos   | 3 000 m steeple | 9 min 55 s 26 | 35e    | NC               | NC               | NC           | NC           | –        | –      |
| Carol Rodríguez | 400 m           | 52 s 19       | 22e    | NC               | NC               | 52 s 08      | 17e          | –        | –      |

## Boxe
Hommes
| Athlète                  | Compétition           | 1/16 de finale       | 1/8 de finale          | Quarts de finale      | Demi-finales        | Finale              |
| Athlète                  | Compétition           | Adversaire Résultat  | Adversaire Résultat    | Adversaire Résultat   | Adversaire Résultat | Adversaire Résultat |
| ------------------------ | --------------------- | -------------------- | ---------------------- | --------------------- | ------------------- | ------------------- |
| Jeyvier Cintrón          | Mouches (-52 kg)      | Oteng Oteng 14-12    | Julião Henriques 18-13 | Mikhaïl Aloyan 13-23  | –                   | –                   |
| Enrique Collazo          | Moyens (-75 kg)       | Stefan Härtel 10-18  | –                      | –                     | –                   | –                   |
| Jantony Ortíz            | Mi-mouches (-49 kg)   | Sulemanu Tetteh 20-6 | David Ayrapetyan 13-15 | –                     | –                   | –                   |
| Francisco Vargas Ramirez | Super-légers (-64 kg) | Anthony Yigit 9-13   | –                      | –                     | –                   | –                   |
| Félix Verdejo            | Légers (-60 kg)       | Juan Huertas 11-5    | Ahmed Mejri 16-7       | Vasyl Lomachenko 9-14 | –                   | –                   |

## Gymnastique

### Artistique
Hommes
| Athlète     | Compétition | Appareils | Appareils | Appareils   | Appareils | Appareils | Appareils | Qualification | Qualification | Appareils | Appareils | Appareils | Appareils | Appareils | Appareils | Finale | Finale |
| Athlète     | Compétition | S         | CA        | A           | SC        | BP        | BF        | Total         | Rang          | S         | CA        | A         | SC        | BP        | BF        | Total  | Rang   |
| ----------- | ----------- | --------- | --------- | ----------- | --------- | --------- | --------- | ------------- | ------------- | --------- | --------- | --------- | --------- | --------- | --------- | ------ | ------ |
| Tommy Ramos | Individuel  | -         | -         | 15,500 6e Q | -         | -         | -         | 15,500        | -             | -         | -         | -         | -         | -         | -         | -      | -      |

Finales individuelles
| Athlète     | Compétition | Appareil | Appareil | Appareil | Appareil | Appareil | Appareil | Total  | Rang |
| Athlète     | Compétition | S        | CA       | A        | SC       | BP       | BF       | Total  | Rang |
| ----------- | ----------- | -------- | -------- | -------- | -------- | -------- | -------- | ------ | ---- |
| Tommy Ramos | Anneaux     | NC       | NC       | 15,600   | NC       | NC       | NC       | 15,600 | 6e   |

Femmes
| Athlète         | Compétition | Appareils  | Appareils  | Appareils  | Appareils  | Qualification | Qualification | Appareils | Appareils | Appareils | Appareils | Finale | Finale |
| Athlète         | Compétition | S          | SC         | BA         | P          | Total         | Rang          | S         | SC        | BA        | P         | Total  | Rang   |
| --------------- | ----------- | ---------- | ---------- | ---------- | ---------- | ------------- | ------------- | --------- | --------- | --------- | --------- | ------ | ------ |
| Lorena Quiñones | Individuel  | 11,366 81e | 13,800 45e | 10,766 75e | 13,133 40e | 49,065        | 54e           | -         | -         | -         | -         | -      | -      |

## Haltérophilie
Femmes
| Athlète     | Épreuve    | Arraché  | Arraché | Épaulé-jeté | Épaulé-jeté | Total | Rang |
| Athlète     | Épreuve    | Résultat | Rang    | Résultat    | Rang        | Total | Rang |
| ----------- | ---------- | -------- | ------- | ----------- | ----------- | ----- | ---- |
| Lely Burgos | - de 48 kg | 65       | 11e     | 92          | 10e         | 157   | 11e  |

## Judo
| Athlète        | Compétition          | 1/16 de finale              | 1/8 de finale                 | Quarts de finale    | Demi-finales        | Repêchage 1         | Repêchage 2         | Finale              | Finale |
| Athlète        | Compétition          | Adversaire Résultat         | Adversaire Résultat           | Adversaire Résultat | Adversaire Résultat | Adversaire Résultat | Adversaire Résultat | Adversaire Résultat | Rang   |
| -------------- | -------------------- | --------------------------- | ----------------------------- | ------------------- | ------------------- | ------------------- | ------------------- | ------------------- | ------ |
| Melissa Mojica | Plus de 78 kg femmes | Wodjan Shaherkani 0100/0000 | Ielena Ivachtchenko 0000/0101 | -                   | -                   | -                   | -                   | -                   | -      |

## Lutte
| Athlète         | Compétition    | Qualification                | Huitièmes de finale            | Quarts de finale           | Demi-finales            | Repêchage 1                  | Repêchage 2               | Finale                        | Finale                             |
| Athlète         | Compétition    | Adversaire Résultat          | Adversaire Résultat            | Adversaire Résultat        | Adversaire Résultat     | Adversaire Résultat          | Adversaire Résultat       | Adversaire Résultat           | Rang                               |
| --------------- | -------------- | ---------------------------- | ------------------------------ | -------------------------- | ----------------------- | ---------------------------- | ------------------------- | ----------------------------- | ---------------------------------- |
| Lutte libre     |                |                              |                                |                            |                         |                              |                           |                               |                                    |
| Jaime Espinal   | Moins de 84 kg | exempt                       | Bat Andrew Dick 3-1            | Bat Dato Marsagishvili 3-1 | Bat Soslan Gattsiev 3-1 | –                            | –                         | Battu par Sharif Sharifov 1-3 | Médaille d'argent, Jeux olympiques |
| Franklin Gómez  | Moins de 60 kg | Battu par Besik Kudukhov 1-3 | –                              | –                          | –                       | Battu par Yogeshwar Dutt 0-3 | –                         | –                             | –                                  |
| Francisco Soler | Moins de 74 kg | exempt                       | Battu par Jordan Burroughs 0-3 | –                          | –                       | –                            | Battu par Matt Gentry 0-3 | –                             | –                                  |

## Natation
| Athlète               | Épreuve          | Séries        | Séries | Demi-finales | Demi-finales | Finale | Finale |
| Athlète               | Épreuve          | Temps         | Rang   | Temps        | Rang         | Temps  | Rang   |
| --------------------- | ---------------- | ------------- | ------ | ------------ | ------------ | ------ | ------ |
| Raul Martinez Colomer | 200 m nage libre | 1 min 54 s 23 | 38e    | -            | -            | -      | -      |

| Athlète        | Épreuve         | Séries  | Séries | Demi-finales | Demi-finales | Finale | Finale |
| Athlète        | Épreuve         | Temps   | Rang   | Temps        | Rang         | Temps  | Rang   |
| -------------- | --------------- | ------- | ------ | ------------ | ------------ | ------ | ------ |
| Vanessa Garcia | 50 m nage libre | 25 s 58 | 29e    | -            | -            | -      | -      |

## Tir
| Athlète           | Compétition        | Qualification | Qualification | Finale | Finale |
| Athlète           | Compétition        | Points        | Rang          | Points | Rang   |
| ----------------- | ------------------ | ------------- | ------------- | ------ | ------ |
| José Torres Laboy | Double trap hommes | 127           | 21e           | NC     | NC     |